# Pierre Stobbaerts
Pour les articles homonymes, voir Stobbaerts.
Pierre Stobbaerts, également connu sous le prénom de Pieter, né à Bruxelles le 29 août 1865 et mort à Kasterlee le 1er novembre 1948, est un peintre paysagiste, d'intérieurs et de scènes de genre belge.
Sa palette nette et réaliste s'assouplit au fil de sa longue carrière et privilégie l'intime dans un souci d'unité coloriste. Ses lieux de prédilection couvrent les sites brabançons et flamands.

## Biographie

### Famille
Pierre Louis Stobbaerts, né le 29 août 1865 à Bruxelles, rue d'Anderlecht, no 17, est le fils de Jean Joseph Stobbaerts (1828-1907), professeur, puis agent de change, et de Thérèse Van Hertsen (1834-1907). Il est un très lointain cousin du peintre Jan Stobbaerts et le beau-frère du peintre Paul Mathieu, époux de sa sœur Jeanne Stobbaerts. Le 4 février 1892, Pierre Stobbaerts épouse à Schaerbeek Joséphine Van Riet (1868-). Le couple a deux enfants : Jeanne (1892-1974) et Paul (1893-1978) et s'établit à Watermael-Boitsfort,.

### Formation
Il étudie à l'Académie royale des beaux-arts de Bruxelles, de 1879 à 1890, où il est l'élève de Jean-François Portaels, afin de s'y former en qualité de paysagiste. De 1888 à 1893, il expose à cinq manifestations du cercle artistique Voorwaarts.

### Carrière
En 1885, Pierre Stobbaerts est l'un des vingt membres fondateurs du cercle artistique Voorwaarts. Le succès de Pierre Stobbaerts en tant que peintre paysagiste est assuré, lorsque à l'issue de sa visite au cercle Voorwaarts, en 1892, le roi Léopold II achète son tableau Le Ruisseau. En 1901, il devient le président du cercle artistique Le Lierre, un collectif d'artistes peintres et sculpteurs actif jusqu'en 1914.
Pierre Stobbaerts expose régulièrement au Salon de Bruxelles et dans les galeries bruxelloises. En 1909, il est membre du Groupe des X, un collectif d'artistes. 
Le 1er novembre 1948, à l'âge de 83 ans, Pierre Stobbaerts meurt inopinément, d'une embolie, alors qu'il peignait à son chevalet en face du Moulin noir à Kasterlee, où il s'était établi depuis dix jours afin d'y travailler. Il est inhumé trois jours plus tard à Uccle.

## Œuvres
Sa peinture réaliste représente de préférence les paysages flamands et brabançons. Son tempérament est celui d'un coloriste soucieux des matières. Au commencement de sa carrière, il s'inspire beaucoup de Henri de Braekeleer.

### Expositions
- Salon du Voorwaarts de 1888 (II)[11].
- Salon du Voorwaarts de 1889 (III)[12].
- Salon de Bruxelles de 1890 : Clocher et Moulin sur la Woluwe[13].
- Salon du Voorwaarts de 1891 (IV) : Intérieur de Walhem[13].
- Salon d'Anvers de 1891 : Sentier à Linkebeek et L'Étang[14].
- Salon du Voorwaarts de 1892 (V) : Vues de Grimbergen et Le Ruisseau, acquis par le roi Léopold II[5].
- Salon du Voorwaarts de 1893 (VI)[10]
- Salon de Bruxelles de 1900 : La Drève à Isque et L'Étang de Rouge-Cloître[15].
- Exposition exclusive au Rubens club à Bruxelles en 1901 : La Chapelle du château de Terdeck, Le Charron, Intérieur, À l'aube, Avril, Étang, Le Bief du moulin, La Vieille cour,…[16].
- Exposition du cercle Le Lierre en décembre 1902[17].
- Salon de Bruxelles de 1903 : Coq-sur-mer, Intérieur et Sapinière à Hoeylaert[18].
- Salon de Bruxelles de 1907 : Intérieur de ferme[19].
- Salon de Bruxelles de 1910 : Ancien Béguinage de Malines[20].
- Exposition au Cercle artistique de Bruxelles en 1912 : Intérieur à Bruges, Le Réfectoire, Estaminet flamand et Vieille boutique à Diest, acquise par le gouvernement[21].
- Exposition au Cercle artistique de Bruxelles en 1921 : Intérieur à Moll, Intérieur à Sluys, Maison du Pêcheur, Étang d'Auderghem, Porte bleue[22].
- Exposition au Cercle Le Lierre, Bruxelles, 1935[23].
- Exposition à la galerie Mommen à Saint-Josse-ten-Noode en 1938[24].

### Réception critique
En novembre 1912, lorsque Pierre Stobbaerts expose au Cercle artistique de Bruxelles, le critique Sander Pierron écrit : 

« On voit une nouvelle série des intérieurs où excelle Pieter Stobbaerts : boutiques, ateliers d'artisans, cabarets, cuisines, copiés en de petites villes ou villages brabançons et qui charment par leur air vieillot. Une douce lumière d'après-midi inonde les choses , au milieu desquelles apparaît parfois une figure parfois presque aussi immobile qu'elles. Ces pages ont de l'intimité, un coloris agréable, une facture sans recherche, elles respirent la tranquillité, la cordialité. […] Le métier de Pieter Stobbaerts s'assouplit et le sentiment des choses se poétise car le peintre abandonne un peu de ce matérialisme, où il versait jadis. »

En décembre 1921, lorsque Pierre Stobbaerts expose au Cercle artistique de Bruxelles, le critique du quotidien L'Indépendance belge écrit : 

« M. Pieter Stobbaerts peint avec netteté, avec une netteté parfois trop méticuleuse et trop fidèle quiécarte l'interprétation et le souci de l'unité dans la couleur, des intérieurs espagnols. L’Intérieur à Moll et l’Intérieur à Sluys ont pourtant cette unité, de même des études de paysages comme La Maison du pêcheur et l’Étang d'Auderghem, pages ardentes et claires, avec de réelles qualités d'exécution. »

## Distinction
- Chevalier de l'ordre de la Couronne le 23 avril 1926[25].